# Ryūji Akiba
Ryūji Akiba (japanisch 秋葉 竜児 Akiba Ryūji; * 13. Juni 1984 in der Präfektur Shizuoka) ist ein ehemaliger japanischer Fußballspieler.

## Karriere
Akiba erlernte das Fußballspielen in der Schulmannschaft der Tokai University Shoyo High School. Seinen ersten Vertrag unterschrieb er 2003 bei den Nagoya Grampus Eight. Der Verein spielte in der höchsten Liga des Landes, der J1 League. 2004 wechselte er zum Zweitligisten Vegalta Sendai. Für den Verein absolvierte er sechs Ligaspiele. Ende 2005 beendete er seine Karriere als Fußballspieler.